# متحف القصبة (طنجة)
متحف القصبة أو متحف الثقافات التموسطية هو متحف أثري واثنوغرافي تأسس في سنة 1922 يقع في مدينة طنجة شمال المغرب.
يقع المتحف في دار المخزن في المدينة القديمة بطنجة، ويهدف إلى التعريف بالحضارات التي تعاقبت على مدينة طنجة والمدن المحاذية لها.
ويعد متحف القصبة بمدينة طنجة من أبرز معالم السياحة في المغرب، حيث يتوفر المتحف على الكثير من التحف الأثرية والتاريخية القديمة.
يرتكز العرض في المتحف على 3 محاور:
- المحور الأول يتعلق بالمآثر التاريخية الخاصة بطنجة،
- المحور الثاني يتعلق بطنجة منذ ما قبل التاريخ وحتى القرن العشرين،
- المحور الثالث يتعلق بالدور الذي لعبته مدينة طنجة في حوض البحر المتوسط.

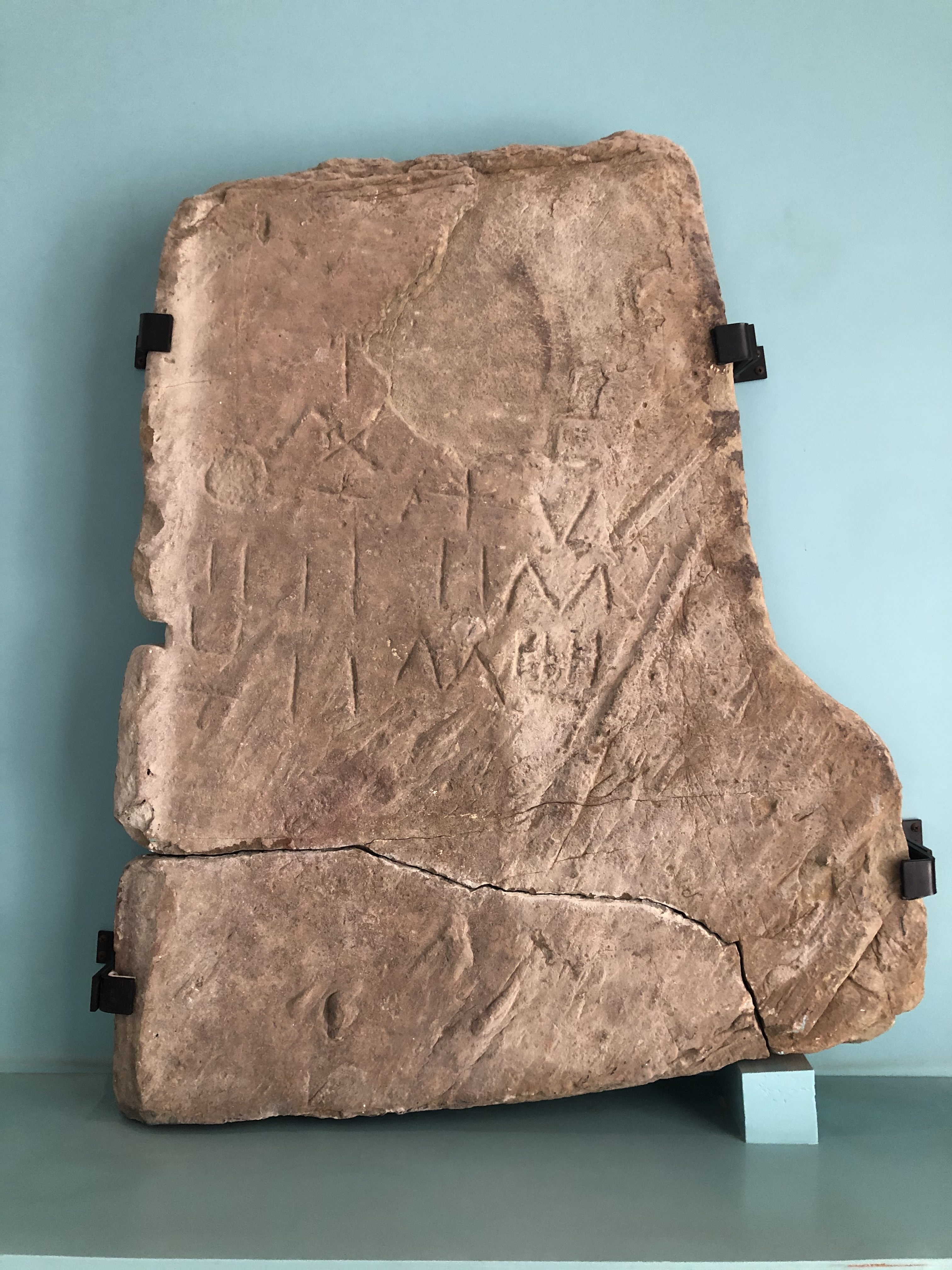
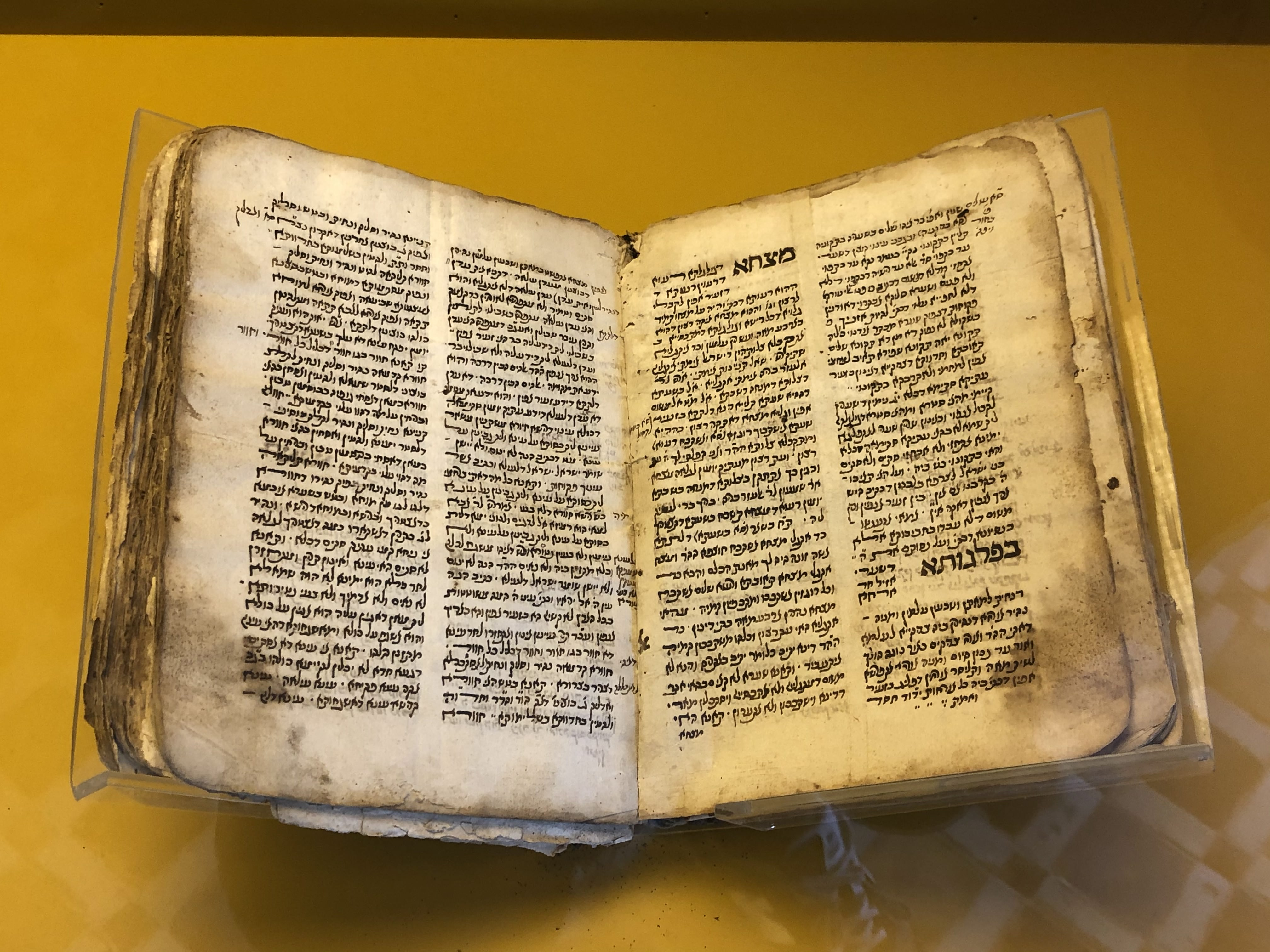
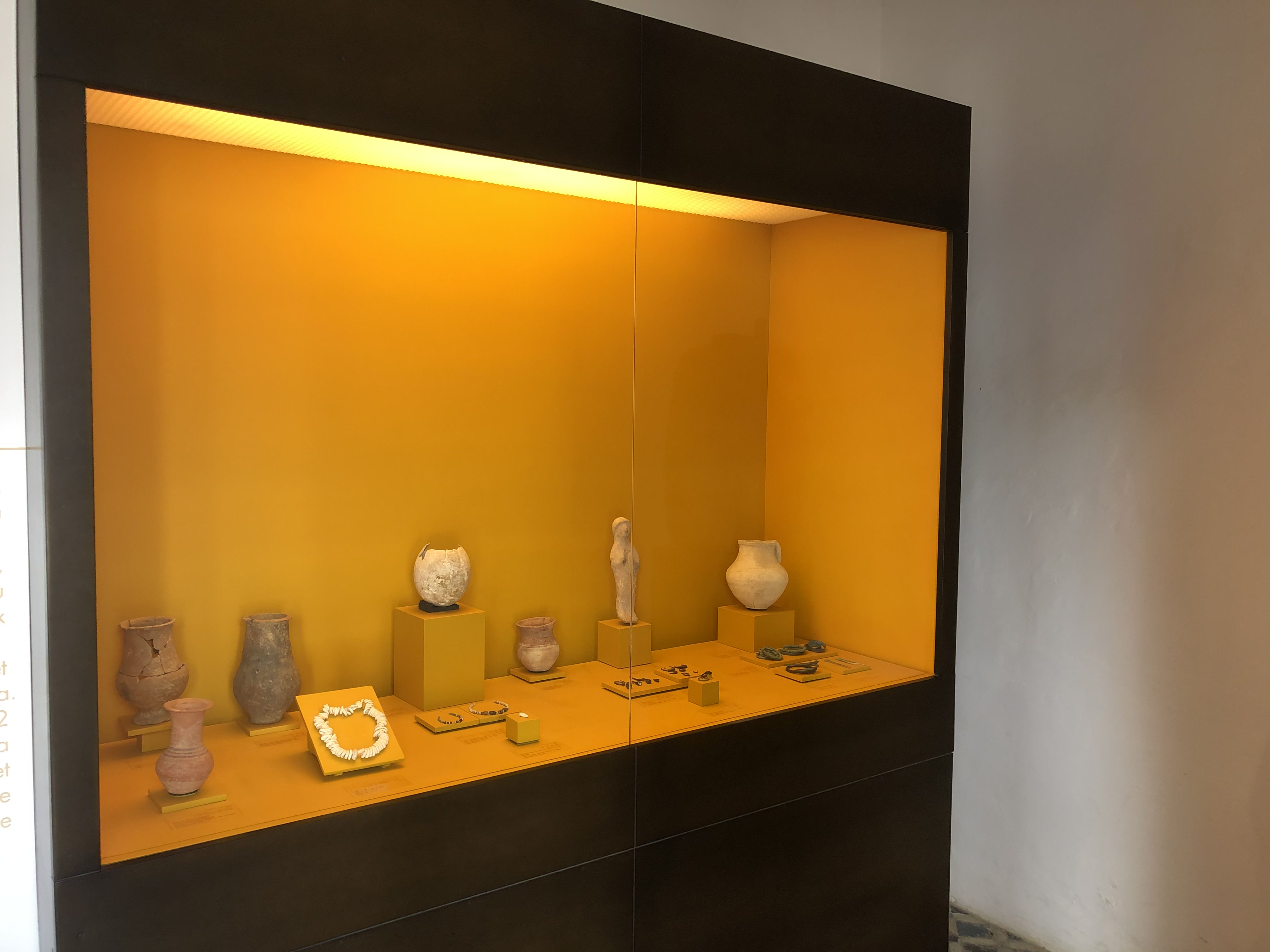
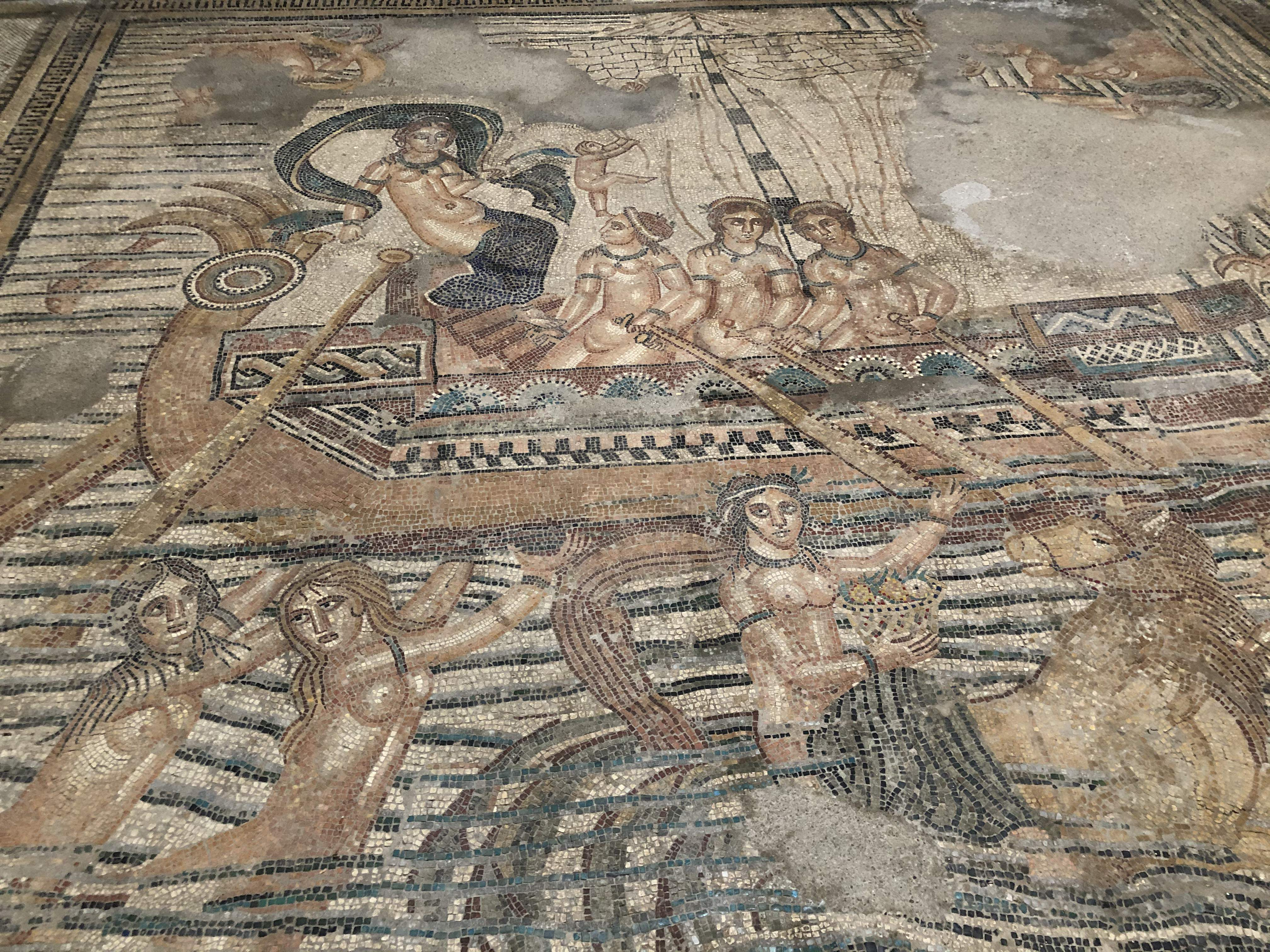
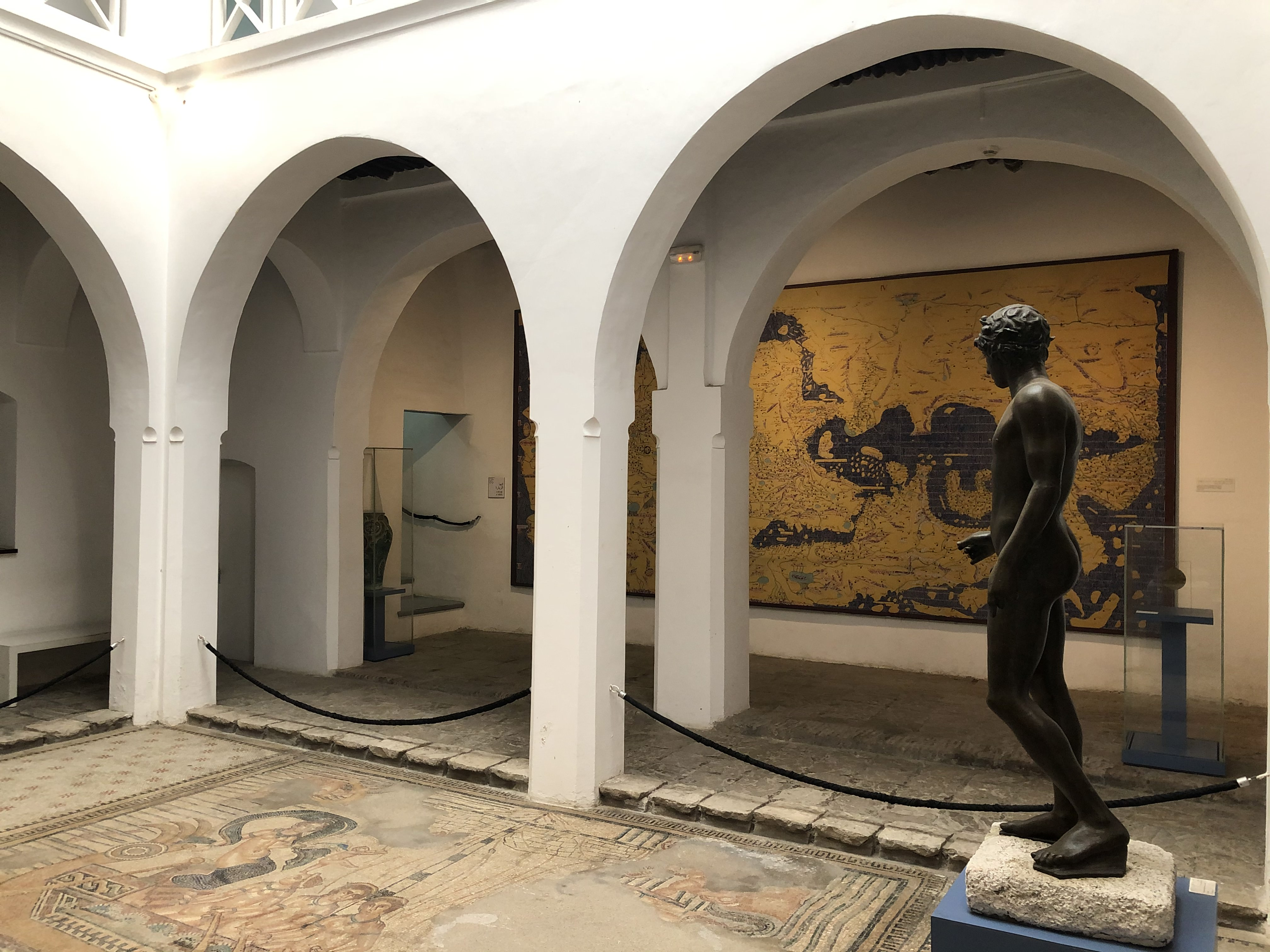